# Dinastia Qing
|  | No s'ha de confondre amb Dinastia Qin o Dinastia Qi del Sud o Dinastia Qi del Nord. |

La dinastia Qing (en xinès tradicional i simplificat: 清朝; en pinyin: Qīng Cháo; 1644-1911, Qing pronunciat com "Txing" i no "Quing") fou la darrera dinastia imperial que va regnar sobre la Xina, succeint a la darrera d'origen xinès, la dels Ming. Era d'origen manxú, i estaven emparentats amb els jurtxets que al segle xiii havien conquerit la Xina establint la dinastia Jin, per això el primer nom que van adoptar fou Jin Posteriors.
La dinastia va ser fundada per Nurhaci (1559-1626) del clan Aisin Giorio de Manxúria. El 1644 els manxús, aprofitant el caos intern a la Xina a causa de les rebel·lions internes que minaven les forces militars de la dinastia Ming, van prendre el poder a la Xina, instaurant un nou imperi, l'Imperi del Gran Qing. Fundada el 1616 amb el nom de dinastia dels Jin Posteriors, aquest nom va ser canviat pel de «Qing», que significa «clar», o «pur», des de 1636. Després d'apoderar-se de Pequín el 1644, els manxús van estendre el seu poder fins a posseir la major part del territori actual de la Xina. Tanmateix, la pacificació del país no va ser completada abans de 1683.
Al llarg del període, la dinastia Qing es va associar fortament a la cultura xinesa. Tanmateix, el seu poder militar es debilità en el transcurs del segle xix i, enfrontats a les pressions internacionals i a revoltes internes, patiren diverses derrotes militars que tingueren com a conseqüència el declivi de la dinastia a partir de la segona meitat del segle xix. Durant el regnat de l'emperador Daoguang (1820–1850), la Xina va patir la Guerra de l'Opi (1840) quan els Estats Units i el Regne Unit imposaren el tràfic de l'opi, abans prohibida per l'emperador, i obtingueren concessions amb privilegis comercials. Poc després, la dinastia va patir un seguit de revoltes populars com l'anomenada Rebel·lió Taiping (1851-1864) que era una mostra del descontentament popular. L'Emperadriu Cixi, concubina de l'emperador Xianfeng (1850-1861), va ser qui va governar de facto el país durant 47 anys. La dinastia Qing fou enderrocada de resultes de la Revolució Xinhai, quan el 12 de febrer de 1912 va abdicar el darrer emperador, Pu Yi, que tenia llavors set anys.

## Història

### Formació de l'estat manxú
Posant novament de manifest que envair la Xina des de l'exterior era possible, els Qing van conquerir el país del centre i van posar fi a la darrera dinastia d'origen xinès, la Ming, el 1644. Tanmateix, només gairebé seixanta anys, els fundadors de la dinastia no deixaven de formar part dels jurtxet, un poble nòmada que habitava la vall de Liao, a l'actual Manxúria, els quals, de fet, ni tan sols formaven un conjunt sinó que es dividien en tota una sèrie de tribus i clans, cadascun dels quals establia les relacions amb els seus veïns al seu lliure albir, fos amb altres tribus jurtxet o mongols, o bé amb estats com la Xina Ming o la Corea de la dinastia Joseon.
Al segle xvi, la frontera sud de Manxúria havia viscut com els xinesos introduïen una agricultura de tipus intensiva. A més, per la seva condició de frontera, els Ming van organitzar-la en districtes militar, no pas civils, per protegir-se de possibles atacs dels pobles nòmades.
A les dècades de 1570 i de 1580, a la regió agrícola al sud de la regió, sobresurt un cabdill entre les diferents tribus: Nurhaci. Afirmava pertànyer al clan Aisin Gioro i pretenia estendre el seu poder per crear un poderós Estat per la força de les armes. Per fer-ho va aprofitar la seva posició geogràfica privilegiada i va aprendre tant com va poder dels xinesos establerts a la frontera.
El 1583, a causa d'un conflicte arran de l'assassinat del seu pare, Nurhaci va demandar als Ming que el nomenessin kan dels jurtxets, però la seva petició no fou escoltada i van oferir el títol a Nikan Wailan, cabdill jurchen que els anys següents va viure refugiat a la Xina. Tanmateix, causa del creixent prestigi de Nurhaci, obtingut a través d'altres clans chien-chou, els Ming es van veure obligats gradualment a accedir a les peticions del cabdill jurchen i es va matar Nikan el 1586. Nurhaci no es va conformar només amb això, i va passar a sotmetre les diferents tribus i clans jurchens i, d'altra banda, va iniciar relacions amb la dinastia Ming oferint la seva col·laboració per combatre contra la invasió de Corea feta pel japonès Toyotomi Hideyoshi
El 1593, a la batalla de Gure, Nurhaci va derrotar l'aliança de les altres tribus jurtxet: Yehe, Hada, Ula, Hoifa, Khorchin, Sibe, Guwalca, Jušeri i Neyen. El seu poder va despertar les inquietuds dels seus veïns Ming i Yi. A partir de 1613, Nurhaci va cercar apropaments amb els clans mongols per tal d'iniciar els preparatius per a enfrontar-se als Ming, dels quals va obtenir com aliats alguns clans menors. Paral·lelament, a mesura que el seu estat es va fer més poderós, els conflictes fronterers amb els xinesos es van multiplicar. La darrera missió tributària es va presentar el 1615 i el 1606, els mongols li van donar el títol de Kundulun Khan i el 1616 es va nomenar a si mateix kan i va fundar la dinastia dels Jin posteriors per tal de lligar amb la dinastia jurtxet que va conquerir i governar part del nord de la Xina al segle xii.
El 1618 Nurhaci va fer redactar un document que es deia les Set Grans Vexacions en el qual proclamava els motius pels que es revoltava contra els governants de la dinastia Ming. El 1618 va conquerir Fushun i a principis de 1621 Nurhaci va envair la península de Liaodong i després de la batalla de Shen-Liao va capturar les ciutats de Shenyang i Liaoyang dels Ming. Va moure la capital de Hetu Ala a Liaoyang el 1621 i a Shenyang, que reanomenà com Mukden el 1625.
El 1626 va patir la seva primera derrota militar important a la batalla de Ningyuan a mans del general de l'exèrcit Ming, Yuan Chonghuan, i poc després, el mateix any, Nurhaci morí. Un dels seus èxits més importants va ser la creació del sistema de vuit banderes: cadascuna d'elles eren diferents unitats civils i militars, a les quals tot manxú havia de pertànyer.
El successor de Nurhaci, el seu fill Huang-Taiji va continuar amb la tasca del seu pare, incorporant les primeres banderes dels han al seu exèrcit. Va adoptar moltes institucions polítiques dels Ming a l'estat manxú, però també va preveure la dominació manxú d'aquestes institucions a través d'un sistema de quotes. Quan el 1634, Ligden Khan, l'últim gran Khan dels mongols, va morir al Tibet, el seu fill Ejei es lliurà als manxú i va donar a Huang-Taiji el gran segell de l'emperador Yuan. El 1636, Huang-Taiji reanomenà l'estat amb el terme Qing, que suggeria pretensions més enllà de Manxúria. Va ser elegida a partir del nom de la dinastia Ming (明), que es compon dels caràcters que fan referència al Sol (日) i la Lluna (月); en aquest cas Qing s'associa a l'element del foc. El caràcter Qing (清) es compon del radical de l'aigua (水) i del caràcter per al blau (青), tots dos associats a l'element de l'aigua. En una sèrie de campanyes militars, Huang-Taiji va aconseguir la submissió de Mongòlia i de Corea abans de procedir a prendre el control de la regió de Heilongjiang, situada al voltant del riu del Drac Negre (Amur).

### El final de la dinastia Ming

Àsia en 1626

Una gran epidèmia de pesta a finals del regnat de l'Emperador Chongzhen va començar a Shanxi el 1633 i va arribar a Pequín el 1641. Va causar la mort de més de 200.000 persones el 1643 i va contribuir directament a la caiguda de la Dinastia Ming el 1644.
Pequín va ser saquejada per una coalició de forces rebels conduïdes per Li Zicheng, que es va proclamar a si mateix com el primer emperador de la nova dinastia Shun. Oficialment, la dinastia Ming va finalitzar quan Chongzhen es va suïcidar penjant-se d'un arbre al parc Jingshan, a prop de la Ciutat Prohibida. L'abril de 1644, després de prendre Pequín, Li Zicheng va dirigir un exèrcit de 600.000 homes per enfrontar-se a Wu Sangui, el comandant general dels ming; 100.000 soldats guardaven pas de Shanhai (山海关), pas obligat des del nord-est de la Gran Muralla Xinesa. Shanhaiguan es trobava a uns cinquanta quilòmetres al nord-est de Pequín i durant anys les seves defenses van ser les que van mantenir els manxús lluny de la capital. Wu Sangui, atrapat entre dos enemics, va decidir negociar amb els manxús de la dinastia Qing i fer una aliança amb el príncep Dorgon, regent de l'emperador Shunzhi de sis anys, fill de l'emperador Huang-Taiji que havia mort l'any anterior. De forma conjunta, els dos exèrcits van derrotar les forces rebels de Li Zicheng a la batalla del Pas de Shanhai del 27 de maig de 1644. L'exèrcit Qing va poder així depassar la frontera defensiva tradicional dels Ming i entrar en la vall del riu Groc gràcies a la col·laboració de Wu Sangui i van conquistar Pequín amb facilitat. Wu Sangui esperava que els manxús acceptessin retirar-se a les seves terres al nord de la Gran Muralla després d'ajudar a la restauració de la dinastia Ming, però el resultat va ser molt diferent. L'Emperador Shunzhi va fer traslladar la cort Qing de Mukden a Pequín Zicheng va fugir al nord, on va ser probablement assassinat pels vilatans. El conflicte va necessitar disset anys més de lluites entre els que estaven al poder, els pretendents i els rebels ming i els manxús van continuar conquistant els territoris que havien estat sota l'autoritat de la caiguda dinastia Ming.
Després de la mort de Chongzhen, les forces partidàries van proclamar la dinastia Ming del Sud a Nanjing, nomenant Zhu Yousong, el Príncep de Fu com l'emperador Hongguang. Això no obstant, el 1645 els exèrcits Qing van començar a moure's en contra de les restes de la dinastia Ming, i Nanjing es va rendir el 8 de juny de 1645. Zhu va ser capturat el 15 de juny i portat Beijing, on va transir l'any següent. Els disminuïts Ming van ser empesos constantment cap al sud, i el 1658, Zhu Youlang l'últim pretendent Ming va buscar refugi sota la protecció de Pindale, establint-se al Regne de Taungoo el 1661 però aviat es va fer evident que tenia la intenció d'establir un regne a Birmània, i va esclatar la guerra amb els seus amfitrions. Els xinesos van devastar la terra al voltant d'Ava però no van aconseguir capturar-la, gràcies a la defensa que oferia l'artilleria portuguesa mercenària de Pindale, però Pye Min va donar un cop d'estat el i va trencar el setge i va ordenar que tots els xinesos amb l'excepció de Youlang, fossin matats. El desembre de 1661, un exèrcit Qing de 20.000 homes comandat per Wu Sangui va entrar a Taungoo exigint la rendició de Youlang, a qui foren entregats, sent portats de nou a la província de Yunnan i va ser executat a principis de 1662.

### Kangxi i la consolidació

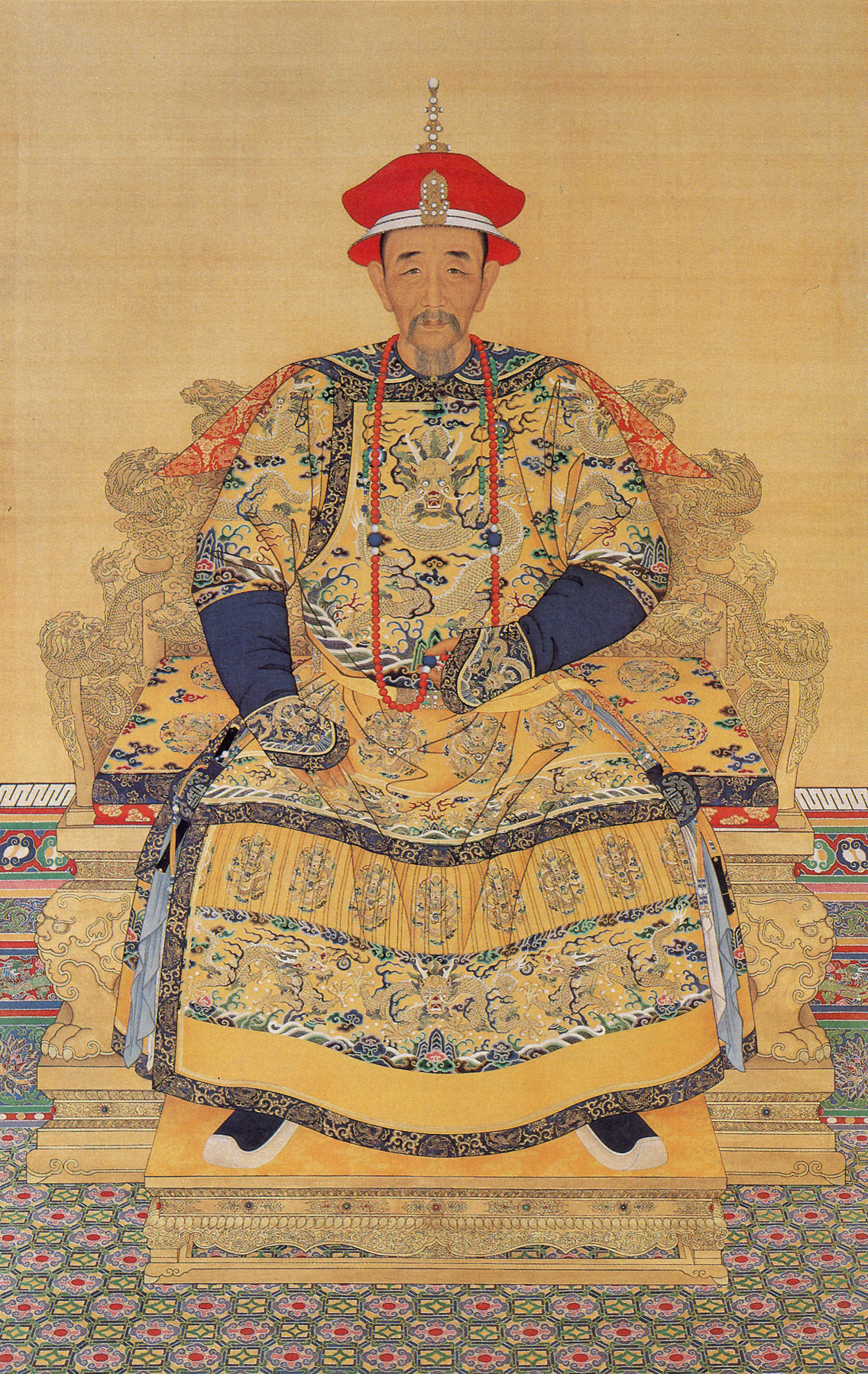
Emperador Kangxi (r. 1662 - 1722)

L'emperador Kangxi (1662-1722) va assumir el tron als vuit anys. Durant el seu llarg regnat va comptar amb l'ajuda de la seva àvia l'emperadriu vídua Xiaozhuang. Un cop instal·lats en el tron, els manxús controlaven els territoris de la Xina, però no tenien un exèrcit prou gran i van confiar en els soldats rendits dels Ming per controlar les ciutats, que formaven part de l'espina dorsal d'una xarxa de defensa. A més, van seleccionar tres generals Ming que van contribuir a l'establiment de la dinastia Qing, com a prínceps feudals (藩王), i a la resta se'ls va donar càrrecs de governadors dels extensos territoris de la Xina meridional. El cap de tots ells era Wu Sangui (吴三桂), que se li van concedir les províncies de Yunnan i de Guizhou, mentre que als generals Shang Kexi (尚可喜) i Geng Zhongming (耿仲明) se'ls van donar les províncies de Guangdong i de Fujian, respectivament.
Els primers anys, els tres senyors feudals i llurs territoris es van fer inevitablement cada vegada més autònoms. Finalment, el 1673, Shang Kexi va sol·licitar a l'emperador Kangxi el seu desig de retirar-se a la seva ciutat natal a la província de Liaodong i nomenar al seu fill com a successor. El jove emperador va permetre-li retirar-se, però va negar l'herència al seu fill. Com a reacció, els altres dos generals van decidir sol·licitar els seus propis recessos, posant a prova la decisió de Kangxi, pensant que l'emperador no s'arriscaria a ofendre'ls. El moviment fracassà i el jove emperador rebutjà les peticions i ordenà als tres que retornessin els seus territoris a la casa imperial.
A canvi d'assegurar el control d'aquests territoris, Kangxi va permetre certa autonomia en el govern, cosa que va permetre l'increment del poder d'aquesta elit, que va originar la rebel·lió dels tres feudataris de Wu Sangui, Geng Zhongming i Shang Zhixin fill de Shang Kexi, que va durar vuit anys. En el seu moment més àlgid van ampliar el seu control tan lluny al nord com el riu Iang-Tsé. En última instància, el govern Qing va poder vèncer la rebel·lió i exercir control sobre tota la zona meridional.
La campanya ofensiva encapçalada per Gordhun contra els Qing va fallar i Kangxi va poder consolidar l'imperi. D'altra banda, l'illa de Taiwan, on es refugiaven els darrers partidaris dels Ming governats pel fill de Zheng Jing, Zheng Ke-Shuang, ambdós descendents de Koxinga des que havien conquerit l'illa a la Companyia Neerlandesa de les Índies Orientals establint el Regne de Tungning, també va ser conquerida per les forces de l'Imperi Qing el 1683.
El Tractat de Nértxinsk de 1689 entre el Tsarat Rus i els Qing va establir les fronteres definitives el 1689 a canvi d'algunes concessions comercials pels russos, que es quedarien al nord del riu Amur. Aquest acord va permetre-li de combatre els mongols orientals.

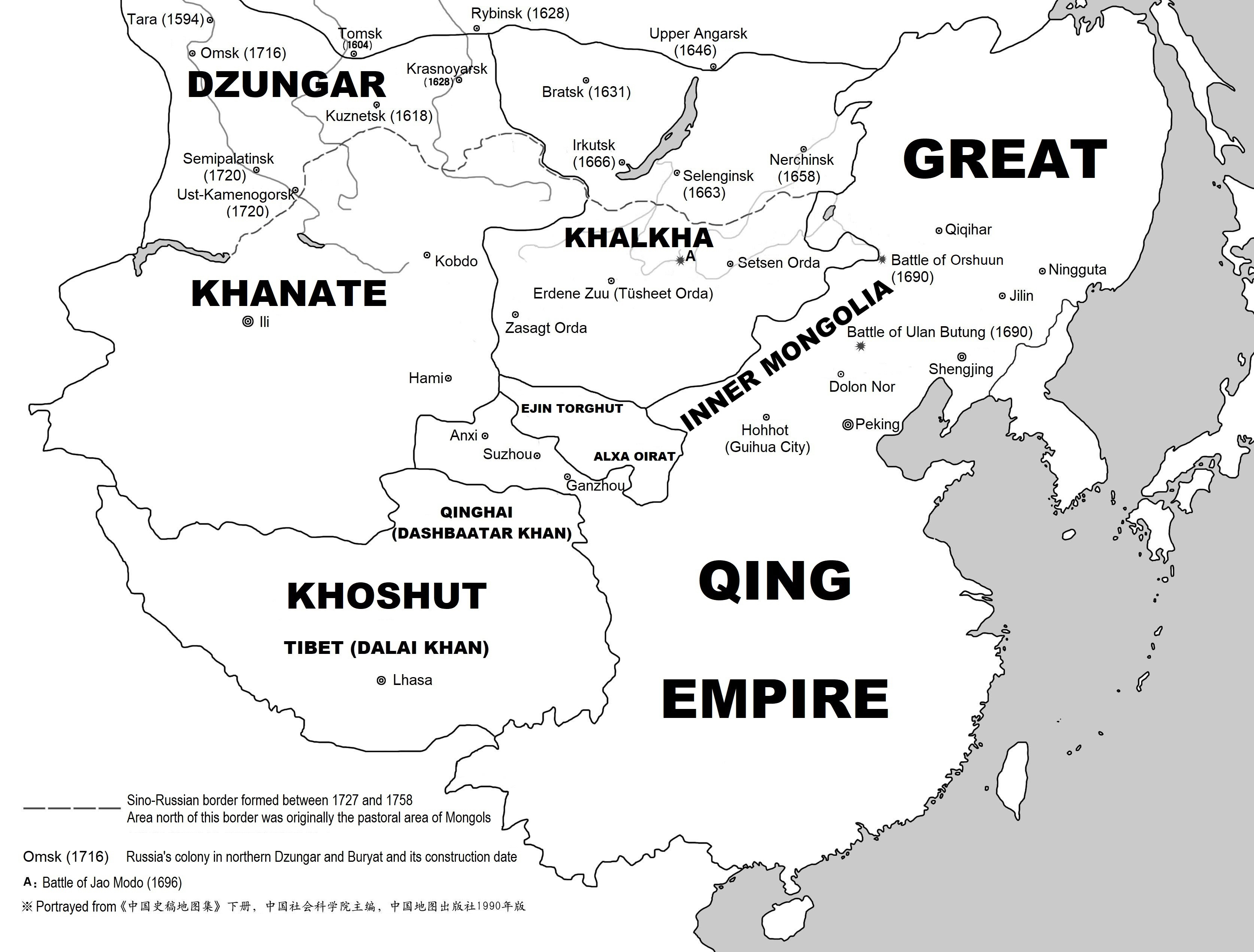
Xina al 1689

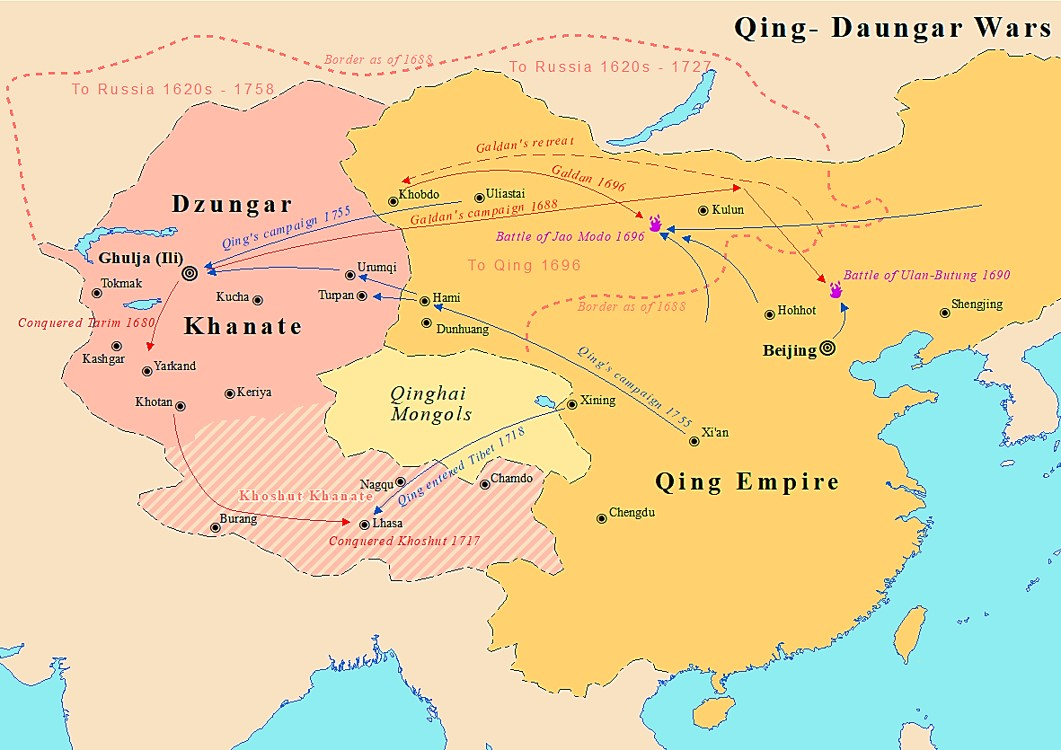
Mapa que mostra les guerres jungar-Qing amb la ubicació de la batalla d'Ulan Butung

El 1688, el cap dels jungars, Galdan Boshughtu Khan, va atacar els Khalkha des de l'oest i va envair el seu territori, i els khalkha van creuar el desert de Gobi i van demanar ajuda a l'Imperi Qing a canvi de la seva submissió. El 1690, les forces els jungars i els Qing es van enfrontar a la batalla d'Ulan Butung a la Mongòlia Interior, en la qual els Qing finalment van sortir vencedors. El 1696 i el 1697 l'emperador Kangxi va dirigir personalment campanyes contra el Kanat de Jungària a la primera guerra entre Dzungar i Qing. La secció occidental de l'exèrcit Qing va derrotar les forces de Galdan a la batalla de Jao Modo i d'aquesta manera controlaren les rutes comercials de Mongòlia Exterior.
Tseren Dondup, el germà del kan jungar Tsewang Rabtan, va envair el Kanat de Khoshut el 1717, va destituir Yeshe Gyatso, va matar Lha-bzang Khan i va saquejar Lhasa. L'emperador Kangxi va prendre represàlies el 1718, però la seva expedició militar va ser aniquilada pels jungars a la batalla del riu Salween, no gaire lluny de Lhasa. Una segona expedició més gran enviada per Kangxi, juntament amb les forces tibetanes sota Polhanas de Tsang i Kangchennas (també escrit Gangchenney), el governador del Tibet occidental, va expulsar els jungars del Tibet el 1720, van portar Kelzang Gyatso amb ells de Kumbum a Lhasa i el van instal·lar com el 7è Dalai Lama el 1721. Els habitants de Turfan i Pichan van aprofitar la situació per rebel·lar-se sota un cap local, Amin Khoja, i van abandonar la dinastia Qing. Al final del seu regnat, una altra rebel·lió esclatà a Taiwan, però novament va ser vençuda.
Abans d'acabar el segle xvii, la Xina estava al cim del seu poder des dels temps de la dinastia Ming. En aquesta època, l'emperador Kangxi hagué de relacionar-se amb els missioners jesuïtes que van venir a la Xina amb l'esperança de més conversions. Encara que van fallar en la seva temptativa, Kangxi va mantenir la pau amb ells a Pequín.

### Els emperadors Yongzheng i Qianlong
Els regnats de l'emperador Yongzheng (1723 -1735) i del seu fill l'emperador Qianlong (1735 -1796) van marcar el cim del poder de la dinastia Qing. Durant aquest període, els emperadors van arribar a governar sobre 13 milions de quilòmetres quadrats de territori.
Després de la mort de l'emperador Kangxi l'hivern de 1722, el seu quart fill el príncep Yong (雍亲王) el va succeir amb el nom emperador Yongzheng. Aquest nou monarca va mostrar un caràcter polèmic a causa dels rumors que havia usurpat el tron en els darrers anys l'emperador Kangxi, implicat en grans lluites polítiques amb els seus germans. Yongzheng fou un gran administrador que va governar amb mà de ferro. El seu primer gran pas cap a un règim més fort va ser quan va portar el sistema de l'examinació de l'estat de nou als seus estàndards originals. El 1724, s'esquerda sota canvis il·legals de monedes, que eren manipulades pels funcionaris per solucionar les seves necessitats financeres. Com a mesura de repressió, els funcionaris que feien aquestes pràctiques foren destituïts o executats.
Yongzheng va demostrar una gran confiança en els funcionaris Han, i en va designar a molts a posicions de prestigi. Nian Gengyao va ser designat per conduir una campanya militar en lloc del seu germà Yinti a Qinghai. Les accions arrogants Nian, però, van conduir a la seva caiguda el 1726. El regnat de Yongzheng s'ha considerat la consolidació del poder imperial en el seu més alt grau en la història xinesa, amb la incorporació de territori al nord-oest. Una postura endurida va ser dirigida cap als funcionaris corruptes, i Yongzheng va conduir a la creació d'un gran consell, que va ser el gabinet per a la resta de la dinastia.
Yongzheng va morir el 1735. Aquest va ser succeït pel seu fill el príncep Bao (宝亲王) com a emperador Qianlong. Ocupant el tron a l'edat de 24 anys, fou conegut com un general capaç; Qianlong va conduir personalment campanyes militars a Xinjiang i Mongòlia. Les revoltes i les sublevats a Sichuan i a alguns indrets de la Xina meridional van ser sufocades amb èxit. Al voltant dels quaranta anys del regnat de Qianlong, el govern de Qing va tornar a viure una època de corrupció desenfrenada. L'oficial Heshen era un dels més corruptes a la dinastia i eventualment fou forçat a suïcidar-se per ordre de l'emperador Jiaqing (1796-1820).

### Daoguang

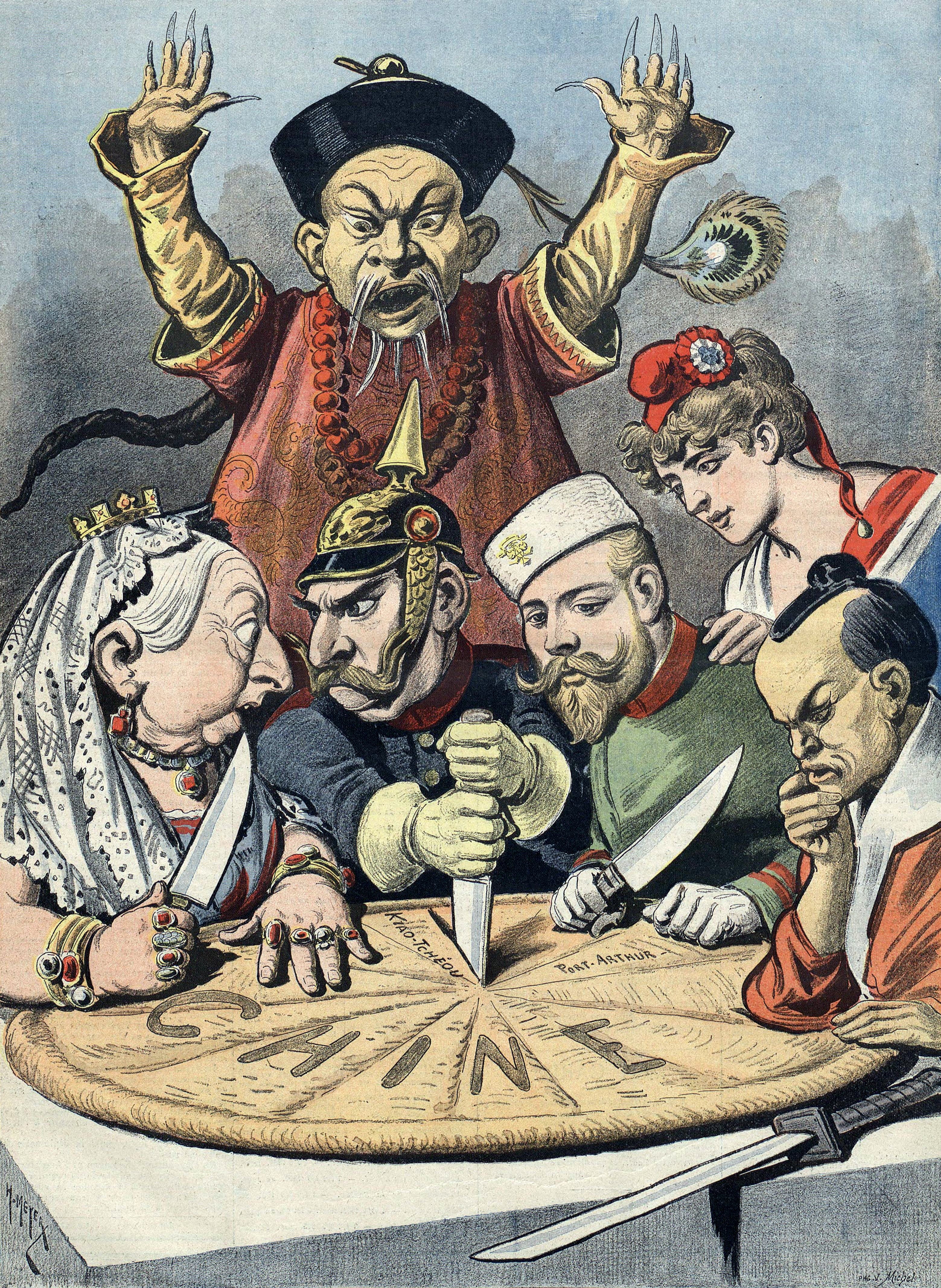
Caricatura de la Xina dividida entre el Regne Unit, Alemanya, Rússia, França i el Japó

L'any 1839, els comerciants britànics van ser expulsats de la Xina, i en tornar a Londres presentaren una queixa formal davant del govern britànic. Aquest decidí atacar a la Xina amb la seva flota per obligar-la a comprar l'opi cultivat a l'Índia britànica, donant pas a la Primera Guerra de l'Opi. Les tropes xineses no van poder fer front a l'exèrcit britànic, que ocupà Hong Kong el gener de 1841 i van acabar rendint-se l'any 1842 després de perdre Xangai. Amb el tractat de Nanjing, l'emperador Daoguang va haver de fer nombroses concessions, entre d'altres, el territori de Hong Kong, cedit als britànics per 100 anys, i es van establir termes comercials similars pel tractat de Whampoa amb França i el tractat de Wanghia amb els Estats Units.

### L'emperadriu Cixi
A finals del segle xix l'emperadriu vídua Cixi, concubina de l'emperador Xianfeng (1850-1861) i mare de Tongzhi, i també tia de l'emperador Guangxu, va aconseguir controlar amb èxit el govern Qing i va ser de facto governant de la Xina durant 47 anys. Va fer un cop d'estat per a expulsar de la regència a Sushun, designat pel difunt emperador. Hom la coneix com "la governant darrere la cortina" (垂帘听政) en la política dels Qing, perquè li deia al seu fill, l'emperador, què fer darrere d'una cortina.
A la dècada del 1860, la dinastia Qing havia vençut revoltes amb l'ajuda de la milícies organitzades. El govern Qing llavors procedir a ocupar-se del problema de la modernització, que va procurar amb el Moviment d'auto-enfortiment, però als deu anys dins del regnat de l'emperador Guangxu la pressió occidental a la Xina era tan gran que l'emperador es va veure forçat a donar-los tota mena de poders a través dels tractats desiguals. Amb les reformes, es van formar diversos exèrcits modernitzats incloent l'Exèrcit Beiyang.

La derrota en la Primera Guerra sino-japonesa amb el Japó, que va acabar amb el Tractat de Shimonoseki de 1895, va tornar a posar en evidència la necessitat de noves reformes. Els polítics més occidentalistes van proposar que calia estudiar les tècniques occidentals per poder aplicar-les a la Xina, i sota el seu impuls es van traduir una bona quantitat d'obres científiques, tècniques i polítiques d'Occident. Per la seva banda els més reformistes com Kang Youwei creien que el retard del país no es podria modificar únicament amb mesures científiques o tècniques i que era necessari abordar reformes de caràcter polític.

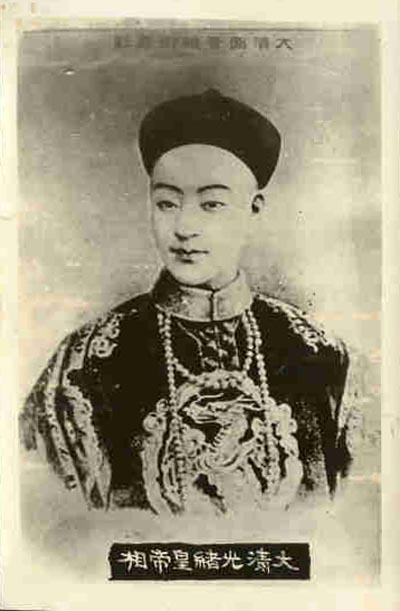
Emperador Guangxu

 L'intent de reforma va durar des de l'11 de juny fins al 21 de setembre de 1898. Durant aquest període Kang Youwei va enviar a l'emperador Guangxu una sèrie de peticions de reforma i la proposta de convertir la Xina en una monarquia constitucional, seguint el model que van aplicar els japonesos en els canvis de la restauració Meiji, i que en una part Kang Youwei i els seus seguidors ja havien assajat a la província de Hunan. Les reformes no van prosperar per l'oposició de membres més conservadors del Govern i la mateixa emperadriu Cixi.
Un altre problema fou la rebel·lió dels bòxers, basada en  membres dels grups més conservadors, descontents amb la gran influència i poder que estaven prenent les companyies occidentals a la Xina. Els bòxers van protagonitzar moviments violents i atemptats contra les delegacions occidentals. La conseqüència més directa va ser el setge de Pequín de 1900 per les tropes occidentals, que va obligar el mateix emperador Guangxu i sa tia a fugir de la Ciutat Prohibida cap a Xi'an per tal de salvar la vida. Poc temps després d'això, l'emperador que encara no arribava als 40 anys, sumit en una profunda depressió, desconsol i esgotament anímic per tot el que estava ocorrent a la Xina, va morir. Minuts després de la seua mort, l'emperadriu Cixi trià successor al tron a un membre de la família real que només tenia tres anys, Puyi.
A començaments del segle xx, la dinastia Qing va estar en un dilema. Podria continuar amb les reformes i de tal manera molestar els nobles conservadors o podia frenar les reformes i de tal manera molestar els revolucionaris. La dinastia Qing va intentar seguir una posició moderada, però va sublevar els ànims d'ambdós bàndols. El 1901, després de l'assassinat de l'ambaixador alemany, l'aliança de les Vuit Nacions (八国联军) va entrar a la Xina amb una força militar unida per segona vegada. Cixi va reaccionar declarant la guerra a l'aliança de les vuit nacions, només per perdre el control de Pequín dins d'un període curt. Juntament amb l'emperador Guangxu, ella va fugir a Xi'an. Com a compensació militar, l'aliança va enumerar una sèrie de demandes al govern Qing. Li Hongzhang va ser enviat per negociar i l'aliança va eliminar diverses de les demandes.

## Govern i societat

### Classe dirigent
La classe dirigent dels Qing parlava manxú, una llengua tungús d'origen altaic i emprava una escriptura diferent de la xinesa, l'escriptura manxú, que fou el vehicle obligatori de tots els documents confidencials de la dinastia fins a les acaballes del segle xix. Els nobles manxús eren anomenats «homes de banderes», fent referència a les vuit banderes, les unitats militars de la confederació manxú.

### Polítiques
Políticament, l'imperi era considerat com una gran família, sent l'emperador "Fill del Cel" a la vegada "el pare i la mare" del seu poble, i per conseqüència, com a la família antiga, el senyor absolut de tots. A Pequín, la seva capital, vivia tancat en una ciutat a part, "la Ciutat Prohibida", invisible al comú dels seus súbdits. Assistit d'un Consell d'Estat i de ministres, governava per mitjà de vuit virreis, entre els quals estaven dividides les divuit províncies de l'Imperi. Les províncies estaven subdividides en prefectures, etc., Governades per una jerarquia de funcionaris o mandarins - nom inventat pels portuguesos.
Els mandarins es reclutaven entre els lletrats, és a dir entre els que havien estudiat la literatura, les ciències i la filosofia xineses, i havien aprovat nombrosos exàmens. El contingut dels exàmens, encara en vigor el 1900, es remuntava al segle ix, però tot just s'hi acabaven d'introduir alguns elements de les ciències estrangeres.

### Principis i desenvolupament inicial

Xina i les seves províncies tradicionals el 1910, amb les concessions territorials donades a les potències.

La riquesa de l'Imperi Xinès era coneguda, des de l'edat mitjana, pels europeus. Ben acollits, no van trigar a exasperar als xinesos per la seva rapacitat i les seves violències. D'aquí que la Xina es tanqués gairebé completament des del segle xvi als "diables estrangers". Aquesta situació va durar fins al 1840.

### Els tractats desiguals
La Companyia Britànica de les Índies Orientals havia obtingut el primer lloc en el comerç a Canton. El seu principal article de venda era una droga extreta de la cascall, l'opi, que els xinesos fumaven i que enverina més ràpid que l'alcohol o el tabac. El 1839, s'havia prohibit la venda de l'opi i destruït un estoc de 20.000 caixes dipositades als magatzems anglesos. En tornar a Londres els comerciants britànics presentaren una queixa formal davant del govern britànic, que decidí atacar la Xina amb la seva flota per obligar-la a comprar l'opi cultivat a l'Índia britànica bloquejant Canton i després van emprendre una guerra coneguda amb el nom de Primera Guerra de l'Opi. La flota anglesa va capturar Canton i Xangai i va remuntar fins Nanjing. Per el Tractat de Nanjing, els xinesos van haver de cedir a l'Imperi Britànic l'illot de Hong Kong, enfront de Canton: obri cinc ports, entre ells Xangai, al comerç britànic. Els Estats Units i França van obtenir poc després les mateixes condicions amb el Tractat de Wanghia i el Tractat de Whampoa, respectivament. França es va fer, a més, reconèixer el protectorat de les missions catòliques, la presència a la Xina es remuntava al segle xvi.
El 1856 van sorgir noves dificultats a Canton entre Anglaterra i la Xina. D'altra banda, una missionera havia estat assassinada, i no havent pogut obtenir-ne reparació, el govern anglès i francès van decidir castigar la Xina. Amenaçant Pequín, van aconseguir, primer, garanties per als seus nacionals, després l'establiment de relacions diplomàtiques regulars, i per acabar noves facilitats per al comerç. Un exèrcit francoanglès de 23.000 homes, després d'haver dispersat l'exèrcit xinès, va ocupar Pequín el 1860. Durant la marxa sobre Pequín, els xinesos havien proposat negociacions, durant les quals es van apoderar per traïció de 37 europeus, dels quals van matar-ne 4 i van fer morir altres 16 a atroços suplicis. Per venjar aquesta traïció, els aliats van saquejar i incendiar el palau d'estiu de Pekín, les més preciosa de les residències imperials. Els xinesos van fer totes les concessions exigides pel Tractat de Pequín (1860). Set nous ports van ser oberts al comerç estranger.
A conseqüència d'aquest nou daltabaix, semblava que la Xina es volia transformar una mica. Oficials estrangers van instruir les tropes xineses, fins aleshores armades d'arcs i de llances, al mateix temps que es creava a Pequín un col·legi europeu. L'emperador va autoritzar, fins i tot, a la construcció d'un ferrocarril a Shanghai el 1878. Però la massa del poble i els mandarins romanien hostils a les novetats; el govern es mostrava feble i vacil·lant.

### Pau i estancament
Els brillants èxits que va tenir el Japó van tenir naturalment una gran repercussió a la Xina. Semblaven haver fet comprendre definitivament els xinesos que hi ha un gran profit a no menysprear les "ciències bàrbares", i que conèixer-les i adaptar-se a la seva organització és per als pobles la condició mateixa de la independència.
Sota la direcció d'instructors japonesos, la Xina va començar a dotar-se d'un exèrcit a l'europea, regularment reclutat, uniformement equipat, i disposava segons es deia de 250.000 homes. S'hi publicaren diaris on s'enaltien les virtuts guerreres que eren tan menyspreades pels xinesos. Multiplica el nombre d'estudiants enviats a Europa i sobretot al Japó. Es reformà l'organització de l'ensenyament i es crearen col·legis i universitats. D'altra banda els xinesos van començar a voler donar valors al seu país; comprant als estrangers les mines concedides i fins a certes línies fèrries; assajant a més de crear fàbriques.

### Transició i modernització
La importància i la grandesa de la transformació del Japó, es van enfrontar bruscament en un conflicte amb la Xina a propòsit de Corea. El regne de Corea, gairebé tan gran com la meitat de França, està situat a 24 hores de la costa japonesa. Des de segles es van enfrontar xinesos i japonesos, acabant per exercir la sobirania els uns al costat dels altres, posant cada nació una guarnició a Seül, la capital. Volien els xinesos el 1894 reforçar la seva guarnició, els japonesos van començar la guerra sense prèvia declaració (juliol de 1894).
La Guerra de Corea es va dur a terme ràpidament. Amb gran sorpresa per part d'Europa, els japonesos van batre els xinesos amb gran facilitat. Després d'haver-los expulsat de Corea, i haver destruït les seves cuirassades a la desembocadura del Yalu (17 de setembre) i pres per assalt la plaça forta de Port Arthur, (novembre), els japonesos van envair Petchili. Els xinesos van signar la pau. Pel Tractat de Shimonoseki, cedien als japonesos les dues places que dominaven l'entrada del golf de Petchili, al nord Port Arthur, amb la península on estava construït, i al sud Wei-Hai-Wei; cedien més, davant de la Xina meridional, la gran illa de Taiwan (abril 1895). Llavors es va produir una intervenció d'Europa. Sota pretext de defensar "la integritat de la Xina", Rússia, que ambiciona per a ella Port Arthur, va saber arrossegar amb ella a França i Alemanya, i les tres potències van imposar una revisió del Tractat de Shimonoseki. Japó es va haver d'acontentar amb Taiwan i una indemnització de guerra.
A conseqüència dels daltabaixos xinesos, molts van creure a Europa que algun dia seria possible repartir Xina, com s'havien repartit Àfrica, o que almenys les potències podrien ocupar allí cert nombre de punts estratègics i establir "zones d'influència". La iniciativa d'aquesta política de desmembrament va ser presa per Alemanya. A conseqüència de l'assassinat de dos missioners alemanys (1897), l'emperador Guillem II va ocupar, immediatament i sense intimació, el port de Kai-Tcheu, al sud de la peninsula de Chan-Tung, regió reconeguda per la seva riquesa i les seves mines de carbó. Per la seva banda, els russos negociaven i obtenien, per a l'acabament del ferrocarril Transsiberià, la facultat de construir la via en línia recta sobre Vladivostok, a través de la província xinesa de Manxúria. Obtenien d'altra banda, per noranta anys la cessió en arrendament de Port Arthur, el port en aigües sempre lliures, ambició des de feia tants anys per Rússia: un entroncament havia d'unir aquest port al ferrocarril transiberià (1898). França i Anglaterra es van fer cedir igualment en arrendament Kuang-Tcheu i l'altra Wei-Hai-Wei (1898). Per altra part, les potències obtenien l'obertura de dotze ports nous, el dret d'establir-hi manufactures i la facultat per als vapors de circular per totes les grans vies navegables. Arrencaven del govern xinès per als seus nacionals concessions d'explotació de les mines i de construcció de ferrocarrils, gairebé 10.000 quilòmetres: el tros principal de Pekín a Han-Keu -1.250 quilòmetres-s'havia concedit a una societat franco-belga.
Era la manumissió dels bàrbars sobre la Xina, i l'esfondrament de l'antic Imperi. El patriotisme xinès i l'esperit de rutina es van revoltar. Societats secretes, molt nombroses i molt actives a la Xina, sobretot la societat anomenada dels Bòxers, provocar un moviment nacional que va esclatar a Pequín, el maig de 1900, i es va estendre a tota la Xina del nord. Hi va haver dos-cents estrangers apunyalats; els ministres europeus a Pequín es van tancar durant dos mesos a les seves delegacions. Les potències, inclòs el Japó i els Estats Units, van decidir obrar en comú: van enviar cadascun un contingent i l'exèrcit internacional per reprimir en una curta campanya al voltant de Pequín el moviment boxer (setembre-octubre 1900). Els xinesos van haver de pagar una indemnització de dos mil cinc milions i confirmar les concessions de treballs públics fets anteriorment. En canvi, renunciaven les potències a tota idea de desmembrament, garantien la integritat de la Xina.

## Caiguda de la dinastia
Sun Yat-sen, gran revolucionari democràtic, va ser el líder universalment reconegut de la Revolució de 1911. A finals del segle xix, van sorgir dues faccions entre els polítics burgesos xinesos que advocaven per aprendre d'Occident. Una reformista, encapçalada per Kang Youwei, i una altra revolucionària, dirigida per Sun Yat-sen. El fracàs del Moviment Reformista de 1898 va conduir a l'enfonsament de la facció reformista, la qual s'havia fet la il·lusió que el govern de la dinastia Qing podria dur a terme certes reformes, mentre que es van incrementar ràpidament la força i la influència de la facció revolucionària de la burgesia. El 1905, es va fundar la Tongmenghui [Lliga Revolucionària de la Xina]. En aquell moment Sun Yat-sen va formular un programa revolucionari burgès, en el qual figuraven els postulats de "establiment d'una república i igualtat de la propietat de la terra". Es tractava d'un projecte de república burgesa, inspirat en l'exemple de la burgesia occidental. En aquest programa, Sun Yat-sen advocava per enderrocar per la via revolucionària la dominació de la dinastia Qing per "establir una república". Això corresponia, en aquella època, a les aspiracions i les demandes de les àmplies masses populars de tot el país.
Després de fundada la Tongmenghui a Tòquio, els seus membres no van trigar a retornar successivament a la Xina i anar a diverses parts del país a organitzar grups revolucionaris i, en unió amb altres patriotes, a preparar aixecaments. La situació revolucionària travessava per un creixent auge a tot el país.
Sun Yat-sen va atribuir gran importància al treball militar i al treball dins de l'exèrcit enemic. Això va ser de gran importància per a la Revolució de 1911. El 1908, Sun Yat-sen va enviar a Huang Xing a Hekou, província de Yunnan, per desfermar un aixecament, que va fracassar. De seguida després, Yang Qui-fan, membre de la Tongmenghui, va organitzar juntament amb altres un aixecament a Yongchang, que tampoc no va tenir èxit. L'Acadèmia Militar de Yunnan va ser establerta el 1909 per Shen Bingkun, llavors governador interí de les províncies de Yunnan i Guizhou, per tal de preparar personal militar per al govern de la dinastia Qing. A l'hivern d'aquell any, quan Li Jingxi, el nou governador general, va arribar a Kunming per prendre possessió del seu càrrec, va incorporar a l'Acadèmia Militar l'escola militar ambulant annexa a la 19a. Zhen [divisió] del Nou Exèrcit. En aquells moments, el rector d'aquesta acadèmia era Li Genyuan, i entre els instructors hi havia Fang Shengtao, Zho Kangshi, Li Liejun, Lou Peijin, Tang Jiyao, Liu Zuwu i Gu Pinzhen. Eren en la seva majoria membres de la Tongmenghui.
A l'acadèmia estudiaven més de 500 cadets, molts d'ells joves descontents de la situació d'aleshores. Així va ser com l'Acadèmia Militar de Yunnan es va convertir en una important plaça forta de les forces revolucionàries en aquesta província. Recomanat davant Li Jingxi per Li Genyuan i Luo Peijin, Cai E va ser nomenat cap de la 37a Xie [brigada] de la 19a Zhen del Nou Exèrcit de Yunnan. Si bé no era membre de la Tongmenghui i mai va estar obertament en contacte amb l'Acadèmia Militar, era home d'esperit patriòtic i democràtic i mantenia llaços secrets amb la Tongmenghui. En aquell temps, mentre el govern de la dinastia Qing reprimia de manera extrema les forces revolucionàries, Cai E va brindar una eficaç empara a les activitats revolucionàries que es desenvolupaven a l'acadèmia.
El 1911, es van graduar abans del termini previst els cent cadets de la primera promoció de l'acadèmia. Divuit d'ells van ser col·locats com a oficials de les tropes al comandament de Cai E i es van posar a fer propaganda revolucionària entre els soldats. Els soldats del Nou Exèrcit, tots ells reclutes procedents del camp, ja estaven molt descontents amb la tirania i la corrupció del govern de la dinastia Qing, amb la brutal explotació de la classe terratinent, amb els càstigs corporals i amb els insults que patien al vell exèrcit i amb la pràctica dels oficials d'embutxacar part de la seva paga.
El 10 d'octubre de 1911, va esclatar l'Aixecament de Wuchang, que va donar un gran estímul al poble a Yunnan. Els revolucionaris van intensificar també allà les seves activitats entre els soldats. Els governants de la dinastia Qing eren presa del pànic. Li Jingxi, governador general de Yunnan i de Guizhou, va fer construir fortificacions dins i fora de la seu del seu govern i va donar ordre d'arrestar els revolucionaris. Luo Peijin, cap del 74è Biao, va ser destituït. Li Jingxi va reunir un batalló de guàrdies, un batalló logístic i dues companyies de metralladores per defensar la seu del seu govern. Tanmateix, fins i tot entre aquestes forces de custòdia existien forces revolucionàries ocultes.
El 30 d'octubre (el 9 del novè mes del calendari lunar), els revolucionaris es van revoltar a Kunming. A la nit d'aquell dia, el 73r Biao del Nou Exèrcit, sota el comandament de Li Genyuan, va iniciar l'acció a partir del camp d'exercicis situat al nord de la ciutat, i Cai E desencadenar la seva alçament al capdavant del 74° Biao a partir de Wujiaba, prop del camp d'exercicis al sud de la ciutat. A l'aixecament es van sumar també els cadets de l'Acadèmia Militar i de l'Escola Militar Primària i també els guàrdies de Li Jingxi. Segons allò convingut, l'aixecament havia d'iniciar-se a les onze de la nit, però eren gairebé les nou quan es van sentir trets en el camp d'exercicis del nord. Després que es van haver generalitzat el caos i el desconcert, el general Cai I va fer acte de presència en el camp d'exercicis del sud, la qual cosa va permetre restablir ràpidament l'ordre entre les tropes. Mentrestant, Li Jingxi va sentir també els trets i, sentint com entre somnis, va telefonar a Cai E per demanar-li ajuda. El general Cai E va penjar l'auricular i de seguida es va presentar davant les tropes que es trobaven a l'espera de l'ordre d'entrar en acció, i va proclamar el començament de l'aixecament de Yunnan.
Sota el comandament de Cai E, les majestuoses tropes de la insurrecció es van posar immediatament en marxa per prendre els accessos a la ciutat. Quan van atacar la ciutat de Kunming, el Biao de cavalleria, desplegat aquí per Li Jingxi per defensar la ciutat, no va oposar gens de resistència, sinó que, al contrari, la major part dels seus soldats es van incorporar a les files rebels. Els cadets de l'Acadèmia Militar que vivien dins de la ciutat van obrir-ne les portes.
A les 12 de la nit, totes les tropes havien entrat a Kunming i, cap a la matinada, ja tenien sota el seu control tots els seus accessos. Li Jingxi va fugir presa del pànic. El 31 d'octubre, es va prendre successivament per assalt altres dues places fortes de l'enemic, el turó Wuhua i l'arsenal. Poc després, es van revoltar també les tropes del Nou Exèrcit que es trobaven en Dali, Lin'an i altres llocs. Els batallons de patrullatge de l'enemic que es trobaven fora de Kunming van ser liquidats successivament, i la província de Yunnan quedar totalment en mans dels insurgents. L'1 de novembre, es va fundar el govern militar de Yunnan.

## Tombes Qing
Les tombes, ubicades a la ciutat de Zunhua de la província septentrional xinesa de Hebei i amb una superfície de 2.500 metres quadrats, constitueixen el cementiri imperial més gran i intacte del món. La construcció del grup de tombes va durar uns 150 anys i va acabar el 1908, i s'hi van enterrar cinc emperadors de la dinastia Qing (1644-1911) juntament amb 15 emperadrius, d'ells, els més coneguts són els emperadors Kangxi i Qianlong, que van portar l'economia de la dinastia al seu apogeu.
Les Tombes Imperials de l'Est de la Dinastia Qing es van construir al costat de la muntanya Changrui després de llargues inspeccions i estudis. Els arqueòlegs expliquen que el cementiri és una integració de tombes imperials, palaus i jardins, que combinen la bellesa natural amb l'elegància humana, la qual cosa serveix com a exemple de l'arquitectura i de l'estètica.
Considerades com el reflex de la història de Qing, les tombes tenen una gran reputació dins i fora del país. Es van posar sota protecció estatal el 1961 i es van incloure en la llista del patrimoni cultural de la Humanitat de la Unesco l'any 2000, juntament amb les Tombes Imperials de l'Oest de la Dinastia Qing. Ubicades al districte de Yixian, a 120 quilòmetres al sud-oest de Pequín, les Tombes Imperials de l'Oest van registrar el cap de la dinastia Qing i també la fi del feudalisme a la Xina, van assenyalar els arqueòlegs.
El cementiri, la construcció del qual va acabar el 1915, compta amb la tomba de l'últim emperador de la història xinesa. Els arqueòlegs van destacar que l'antiga arquitectura Xina va assolir la seva esplendor a la dinastia Qing, i l'estructura de fusta, escultures de pedra i de fusta, i l'avançat sistema de drenatge de les Tombes Imperials de l'Est de Qing són bons exemples de les cotes més altes de la seva arquitectura. El govern de Qing va invertir cada any una gran quantitat de plata en la reforestació del cementiri, i actualment el govern xinès continua gastant diners en el manteniment d'aquestes tombes. Els més de 200.000 pins i xiprers al cementiri el converteixen en el major bosc de pins antics al nord de la Xina. Funcionaris de la Comissió del Patrimoni Cultural de la Humanitat van indicar que els grups de tombes mostren les idees tradicionals xineses sobre l'arquitectura. La teoria geomàntica juntament amb el delicat disseny de les estructures en els cementiris és la inflexió dels punts de vista feudals sobre el món i el poder, fet que s'ha heretat durant milers d'anys a la Xina.
Els arqueòlegs van destacar que les tombes imperials de la dinastia Qing constitueixen l'obra mestra més creativa del geni humà i la millor prova de l'estil arquitectònic i les formes culturals d'aquella època. La integració harmoniosa dels edificis construïts per la gent i el medi ambient natural converteixen a les tombes de Qing en una vista única al món.

## Emperadors de la dinastia Qing
- Nurhaci, emperador de la Xina del Nord (1616 - 1625)
- Huang-Taiji, (1625 - 1643)
- Shunzhi (Shizu) (Aixinjueluo Fulin), (1643 - 1644) emperador de la Xina (1644 - 1661)
- Kangxi (Shengzu) (1661 - 1722)
- Yongzheng (Shizong) (1722 - 1735)
- Qianlong (Gaozong) (1735 - 1796)
- Emperador Jiaqing (Renzong) (1796 - 1820)
- Emperador Daoguang (Xuanzong) (1820 - 1850)
- Emperador Xianfeng (Wenzong) (1850 - 1861)
- Tongzhi (Muzong) (1861 - 1875)
- Guangxu (Dezong) (1875 - 1908)
- Xuantong (Xundi, Modi) (1908 - 1912), abdica el 1912 (proclamació de la república)